# Bruno Vidarte
Bruno Vidarte Cano (Madrid, 2 de marzo de 2005) es un jugador de baloncesto español, que juega en el CB El Olivar de la Liga EBA. Con 2,01 metros de altura, juega de alero.

## Carrera

### Inicios
Se formó en las categorías inferiores del Club Baloncesto Las Rozas desde 2016 a 2018, fecha en la que ingresó en categoría infantil "A" en el Real Madrid Baloncesto. 
En las filas del conjunto blanco iría quemando etapas hasta terminar su etapa júnior al término de la temporada 2021-22, donde también disfrutaría de minutos con el Real Madrid Baloncesto "B" de Liga EBA.
En julio de 2022, firma con el Casademont Zaragoza y Bruno sería asignado al CB El Olivar en Liga EBA, el equipo afiliado del conjunto zaragozano, donde promediaría 7,4 puntos por encuentro. 

### Selección nacional
En julio de 2022, formó parte de la selección española Sub-17 que perdió la final frente a la selección de Estados Unidos, conquistando la medalla de plata en el Mundial Sub-17 de 2022 de Málaga.
El 30 de julio de 2023 consiguió la plata en el Europeo Sub-18 celebrado en la ciudad de Niš (Serbia), perdiendo la final ante el equipo serbio.